# Principato d'Albania (1914-1925)

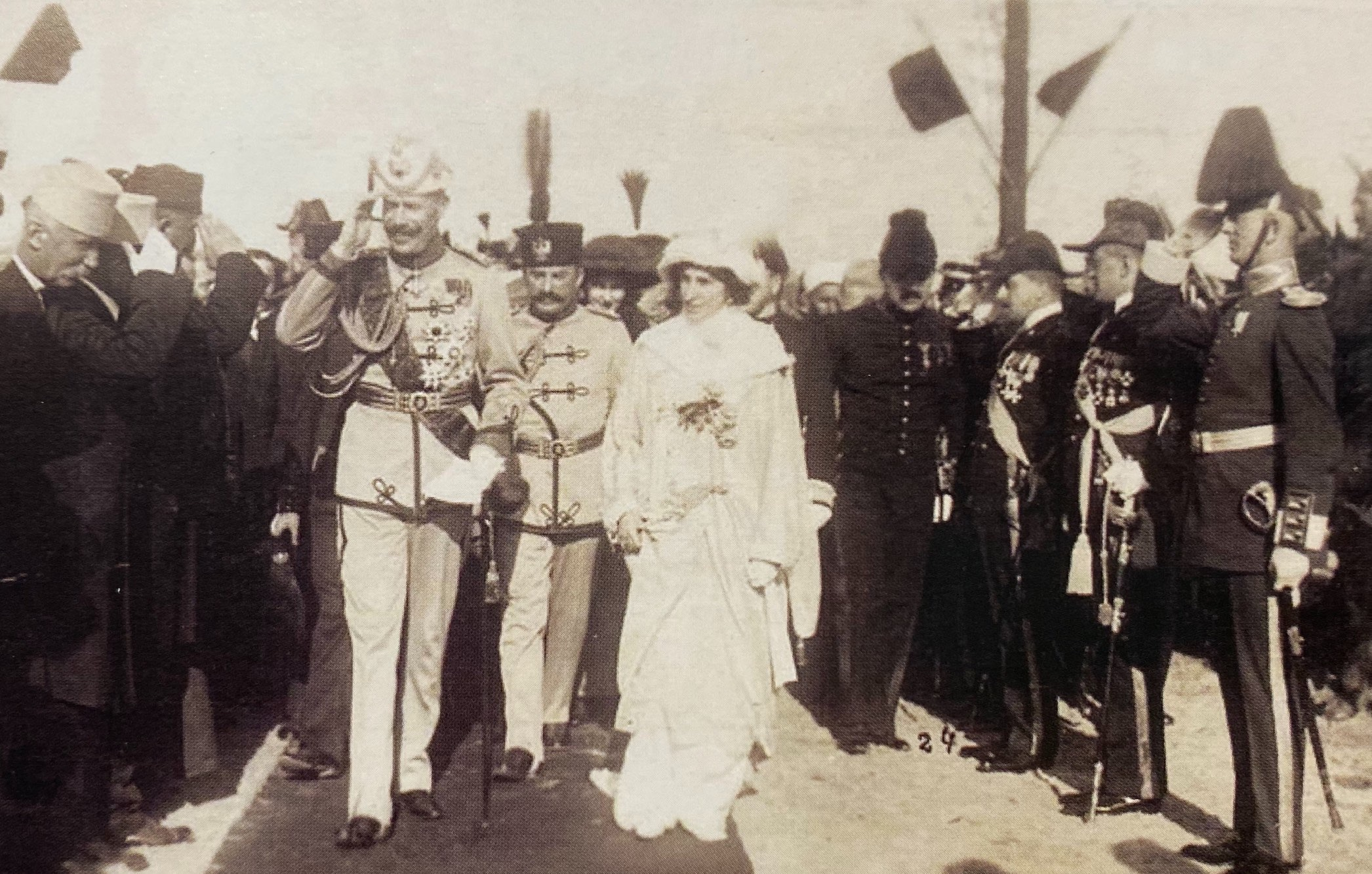
Arrivo a Durazzo del principe Guglielmo d'Albania e della moglie, la principessa Sofia, 7 marzo 1914

Il Principato d'Albania (in albanese Principata e Shqipërisë o Shteti Shqiptar) si riferisce alla monarchia di breve durata in Albania, guidata da Guglielmo di Wied, che durò dal Trattato di Londra del 1913 che pose fine alla prima guerra balcanica, attraverso le invasioni dell'Albania durante la prima guerra mondiale e le successive controversie sull'indipendenza albanese durante la Conferenza di pace di Parigi del 1919, fino al 1925, quando la monarchia venne abolita e fu dichiarata la Repubblica albanese.

## Storia
L'Albania era stata sotto il dominio degli ottomani dal 1478 circa. Le grandi potenze riconobbero l'indipendenza dell'Albania nel Trattato di Londra nel maggio 1913 e il Principato venne istituito il 21 febbraio 1914. Le grandi potenze scelsero il principe Guglielmo di Wied, nipote della regina Elisabetta di Romania, per diventare il sovrano della nuova Albania indipendente. Un'offerta formale venne fatta da 18 delegati albanesi in rappresentanza dei 18 distretti dell'Albania il 21 febbraio 1914, offerta che egli accettò. Al di fuori dell'Albania Guglielmo era designato principe, ma in Albania veniva chiamato re per non sembrare inferiore al re del Montenegro. Il primo governo sotto il dominio della Casata di Wied era una sorta di "consiglio privato del principe" a causa dei suoi membri, che erano rappresentanti della nobiltà albanese: il principe Turhan Pasha Përmeti (ex governatore di Creta ed ambasciatore dell'Impero ottomano a San Pietroburgo), Aziz Pasha Vrioni, il principe Bibë Doda di Gjomarkaj-Mirdita, il principe Essad Pasha Toptani, il principe Gaqo Adhamidhi bey Frashëri, Mihal Turtulli bey Koritza ed altri.
Il principe Guglielmo arrivò in Albania nella sua capitale provvisoria di Durazzo il 7 marzo 1914, insieme alla famiglia reale. La sicurezza dell'Albania doveva essere assicurata da una Gendarmeria internazionale comandata da ufficiali olandesi. Guglielmo lasciò l'Albania il 3 settembre 1914, a seguito di una rivolta panislamica iniziata da Essad Pasha e successivamente guidata da Haxhi Qamili, quest'ultimo comandante militare dello "Stato musulmano dell'Albania centrale" con sede a Tirana. Guglielmo non rinunciò mai alla sua pretesa al trono.

### Prima guerra mondiale
La prima guerra mondiale interruppe tutte le attività del governo in Albania e il paese venne diviso in una serie di governi regionali. Il caos politico travolse l'Albania dopo lo scoppio della prima guerra mondiale. Circondato dagli insorti a Durazzo, il principe Guglielmo lasciò il paese nel settembre 1914, appena sei mesi dopo il suo arrivo, e successivamente si unì all'esercito tedesco e prestò servizio sul fronte orientale. Il popolo albanese si divise su linee religiose e tribali dopo la partenza del principe. I musulmani chiedevano un principe musulmano e guardavano all'Impero ottomano come al protettore dei privilegi di cui avevano goduto, quindi molti bey e capi clan non riconoscevano alcuna autorità superiore. Alla fine di ottobre 1914, le forze greche entrarono in Albania nella Repubblica autonoma dell'Epiro settentrionale, riconosciuta dal Protocollo di Corfù. L'Italia occupò Valona, e la Serbia ed il Montenegro occuparono parti dell'Albania settentrionale finché un'offensiva degli Imperi centrali disperse l'esercito serbo, che venne evacuato dai francesi a Salonicco. Le forze austro-ungariche e bulgare occuparono quindi circa i due terzi del paese.
Sotto il segreto Trattato di Londra firmato nell'aprile 1915, le potenze della Triplice intesa promisero all'Italia che avrebbe ottenuto Valona e le terre vicine e un protettorato sull'Albania in cambio dell'entrata in guerra contro l'Austria-Ungheria. A Serbia e Montenegro era stata promessa gran parte dell'Albania settentrionale e alla Grecia era stata promessa gran parte della metà meridionale del paese. Il trattato doveva lasciare un minuscolo stato albanese che sarebbe stato rappresentato dall'Italia nei suoi rapporti con le altre maggiori potenze, quindi sostanzialmente non avrebbe avuto una politica estera. Il 3 giugno 1917, in occasione dell'anniversario dello Statuto albertino, venne pubblicato ad Argirocastro un proclama del generale italiano Ferrero, autorizzato dal ministro degli Esteri Sidney Sonnino, con cui si assicurava l'indipendenza albanese sotto protettorato italiano.
Era evidente l'intenzione del governo italiano di dare attuazione alle clausole del Patto di Londra prescindendo dagli esiti della Guerra mondiale. Il proclama di Argirocastro, infatti, venne seguito, a distanza di poche settimane, dall'occupazione italiana di Giannina, capitale dell'Epiro, che era già presidiata dai Greci.
Nel settembre 1918, le forze dell'Intesa sfondarono le linee degli Imperi centrali a nord di Salonicco e in pochi giorni le forze austro-ungariche iniziarono a ritirarsi dall'Albania. Quando la guerra finì l'11 novembre 1918, l'esercito italiano aveva occupato la maggior parte dell'Albania, la Serbia deteneva gran parte delle montagne settentrionali del paese, la Grecia occupava un frammento di terra all'interno dei confini dell'Albania del 1913 e le forze francesi occuparono Coriza e Scutari; così come altre regioni con considerevoli popolazioni albanesi, come il Kosovo, rimasero parte della Serbia.

### La ricomparsa
La confusione politica dell'Albania continuò sulla scia della prima guerra mondiale. Il paese mancava di un unico governo riconosciuto e gli albanesi temevano, con giustificazione, che Italia, Jugoslavia e Grecia sarebbero riuscite a estinguere l'indipendenza dell'Albania ed a dividere il paese. Le forze italiane controllavano l'attività politica albanese nelle aree che occupavano. I serbi, che dettarono in gran parte la politica estera della Jugoslavia, si sforzarono di conquistare l'Albania settentrionale, e i greci cercarono di controllare l'Albania meridionale.
Una delegazione inviata da un'Assemblea nazionale albanese del dopoguerra che si riunì a Durazzo nel dicembre 1918 difese gli interessi albanesi alla Conferenza di pace di Parigi, ma la conferenza negò la rappresentanza ufficiale dell'Albania . L'Assemblea nazionale, ansiosa di mantenere intatta l'Albania, espresse la volontà di accettare la protezione italiana e persino un principe italiano come sovrano purché ciò significasse che l'Albania non perdeva territorio. Le truppe serbe condussero azioni nelle aree di confine popolate da albanesi, mentre i guerriglieri albanesi operarono sia in Serbia che in Montenegro.
Nel gennaio 1920, alla Conferenza di pace di Parigi, i negoziatori di Francia, Gran Bretagna e Grecia concordarono di dividere l'Albania tra Jugoslavia, Italia e Grecia come espediente diplomatico volto a trovare una soluzione di compromesso al conflitto territoriale tra Italia e Jugoslavia. L'accordo venne concluso alle spalle degli albanesi e in assenza di un negoziatore statunitense.
I membri di una seconda Assemblea nazionale albanese riunitasi a Lushnjë nel gennaio 1920 respinsero il piano di spartizione ed avvertirono che gli albanesi avrebbero preso le armi per difendere l'indipendenza e l'integrità territoriale del loro paese. L'Assemblea nazionale di Lushnjë nominò una reggenza di quattro uomini per governare il paese. Venne creato anche un parlamento bicamerale, in cui una camera bassa eletta, la Camera dei deputati (con un deputato ogni 12.000 persone in Albania e uno per la comunità albanese negli Stati Uniti), nominava membri dei propri ranghi ad una camera alta, il Senato. Nel febbraio 1920, il governo si trasferì a Tirana, che divenne la capitale dell'Albania.
Un mese dopo, nel marzo 1920, il presidente degli Stati Uniti Woodrow Wilson intervenne per bloccare l'accordo di Parigi. Gli Stati Uniti sottolinearono il loro sostegno all'indipendenza dell'Albania riconoscendo un rappresentante albanese ufficiale a Washington, e il 17 dicembre 1920, la Società delle Nazioni riconobbe la sovranità dell'Albania ammettendola come membro a pieno titolo. I confini del paese, tuttavia, rimasero instabili.
Il nuovo governo albanese fece una campagna per porre fine all'occupazione italiana del paese e incoraggiò i contadini ad infastidire le forze italiane. Nel settembre 1920, dopo la guerra di Valona, dove la Valona occupata dagli italiani venne assediata dalle forze albanesi, Roma abbandonò le sue rivendicazioni sull'Albania ai sensi del Trattato di Londra e ritirò le sue forze da tutta l'Albania eccetto l'isola Saseno alla foce della Baia di Valona.

### La repubblica di Mirdita
La Jugoslavia continuò a perseguire una politica predatoria nei confronti dell'Albania, e dopo che le tribù albanesi si scontrarono con le forze jugoslave che occupavano la parte settentrionale del paese, esse intensificarono la loro campagna nell'area. Belgrado sostenne quindi un capo clan ghego scontento, Gjon Markagjoni, che guidò la sua tribù cattolica romana mirdita in una ribellione contro la reggenza ed il parlamento. Markagjoni proclamò la fondazione di una "Repubblica di Mirdita" indipendente.
Infine, nel novembre 1921, le truppe jugoslave invasero il territorio albanese oltre le aree che stavano già occupando. La Società delle Nazioni inviò una commissione composta da rappresentanti di Gran Bretagna, Francia, Italia e Giappone che riaffermò i confini dell'Albania del 1913. La Jugoslavia si lamentò amaramente ma non ebbe altra scelta che ritirare le sue truppe. La Repubblica di Mirdita scomparve.

## Situazione politica
I governi albanesi tra le due guerre apparvero e scomparvero in rapida successione. Solo tra luglio e dicembre 1921, la carica di primo ministro passò di mano cinque volte.

### Il congresso di Lushnjë
Il Congresso di Lushnjë (in albanese Kongresi i Lushnjës) si tenne in cinque sessioni dal 27 gennaio al 31 gennaio 1920 a Lushnjë da nazionalisti albanesi ed aveva come obiettivo lo studio della situazione albanese e le misure da adottare per salvare l'Albania dalla spartizione tra altri paesi dopo la prima guerra mondiale. Il congresso si tenne nella casa di Kaso Fuga e comprendeva delegati di tutta l'Albania. Aqif Pashë Elbasani venne eletto presidente del Congresso poiché era tenuto in grande considerazione come grande patriota. Egli istituì l'Alto Consiglio (Këshilli i Lartë), il Consiglio Nazionale (Këshillin Kombëtar) e spostò la capitale da Lushnjë a Tirana.
L'Alto Consiglio era composto da Luigj Bumçi, Aqif Pashë Elbasani, Abdi Toptani e il dr. Mihal Turtulli, che avrebbero svolto la funzione di leader del nuovo stato albanese, mentre il Consiglio Nazionale avrebbe funzionato come Parlamento.
Il nuovo governo che venne creato era formato da:
- Sulejman Delvina - Primo ministro
- Ahmet Zogu - Ministro degli Affari Interni
- Mehmed Konica - Ministro degli Affari Esteri
- Hoxha Kadri - Ministro della Giustizia
- Ndoc Çoba - Ministro delle Finanze
- Sotir Peçi - Ministro dell'Istruzione
- Ali Riza Kolonja - Ministro della Guerra
- Eshref Frashëri - Direttore Generale degli Affari Mondiali
- Idhomen Kosturi - Direttore Generale dell'Agenzia Post-Telegrafica.

### I partiti politici
I primi partiti politici albanesi emersero solo dopo la prima guerra mondiale. Ancor più che in altre parti dei Balcani, i partiti politici erano aggregazioni evanescenti incentrate su personalità di spicco che creavano alleanze temporanee per raggiungere i propri obiettivi personali. Il principale partito conservatore, il Partito Progressista, attirò alcuni capi clan del nord ed importanti proprietari terrieri musulmani dell'Albania meridionale, la cui piattaforma principale era la ferma opposizione a qualsiasi programma di riforma agricola che trasferisse le loro terre ai contadini.
Il più grande proprietario terriero del paese, Shefqet Bej Vërlaci, guidava il Partito Progressista. I ranghi del Partito Popolare includevano il vescovo ortodosso riformista di Durazzo, Fan Noli, che era intriso di idee occidentali nella sua alma mater, l'Università di Harvard, e aveva persino tradotto Shakespeare ed Ibsen in albanese. Il Partito Popolare comprendeva anche Ahmed Zog, il figlio ventiquattrenne del capo dei Mati, un clan albanese settentrionale. Il futuro re Zog ottenne il suo sostegno da alcuni clan del nord e mantenne una banda armata al suo servizio, ma molti leader del clan gegho si rifiutarono di sostenere entrambi i partiti principali.
Il capo del Partito Popolare, Xhafer Ypi, formò un governo nel dicembre 1921 con Noli come ministro degli Esteri e Zog come ministro degli Affari Interni, ma Noli si dimise subito dopo che Zog ricorse alla repressione nel tentativo di disarmare gli albanesi della pianura nonostante il fatto che portare le armi era un'usanza tradizionale.

### Il governo di Zog
Quando i nemici del governo attaccarono Tirana all'inizio del 1922, Zog rimase nella capitale e, con l'appoggio dell'ambasciatore britannico, respinse l'assalto. Egli assunse la presidenza nel corso dell'anno e voltò le spalle al Partito Popolare annunciando il suo fidanzamento con la figlia del leader del Partito Progressista, Shefqet Verlaci.
I protetti di Zog si organizzarono nel Partito del Governo. Noli ed altri leader di orientamento occidentale formarono il Partito d'Opposizione dei Democratici, che attirò tutti i molti nemici personali, oppositori ideologici di Zog e persone lasciate non ricompensate dalla sua macchina politica. Ideologicamente, i Democratici includevano un'ampia schiera di persone che sostenevano qualsiasi cosa, dall'Islam conservatore ai sogni di Noli di una rapida modernizzazione.
L'opposizione a Zog fu formidabile. I contadini ortodossi nelle pianure meridionali dell'Albania lo detestavano perché sosteneva gli sforzi dei proprietari terrieri musulmani per bloccare la riforma agraria; I cittadini di Scutari si sentirono imbrogliati perché la loro città non era diventata la capitale dell'Albania e i nazionalisti erano insoddisfatti perché il governo di Zog non aveva fatto pressioni sulle rivendicazioni dell'Albania al Kosovo o si era espresso più energicamente per i diritti delle minoranze etniche albanesi nell'ex Jugoslavia (Kosovo, Serbia meridionale e Macedonia di Vardar) e in Grecia.
Il partito di Zog vinse facilmente le elezioni per un'Assemblea nazionale all'inizio del 1924. Zog si fece presto da parte, cedendo la carica di premier a Verlaci sulla scia di uno scandalo finanziario e di un tentativo di omicidio da parte di un giovane radicale che lo lasciò ferito. L'opposizione si ritirò dall'assemblea dopo che il leader di un'organizzazione giovanile radicale, Avni Rustemi, venne assassinato nella strada fuori dal palazzo del parlamento.

### Il governo di Noli
I sostenitori di Noli incolparono dell'omicidio i membri del clan Mati di Zog, che continuavano a praticare la vendetta di sangue. Dopo lo sciopero, il malcontento aumentò e nel giugno 1924 un'insurrezione sostenuta dai contadini aveva conquistato il controllo di Tirana. Noli divenne primo ministro e Zog fuggì in Jugoslavia.
Fan Noli, un idealista, respinse le richieste di nuove elezioni sulla base del fatto che l'Albania aveva bisogno di un governo "paterno". In un manifesto che descriveva il programma del suo governo, Noli chiedeva l'abolizione del feudalesimo, la resistenza al dominio italiano e l'istituzione di un governo costituzionale di tipo occidentale. Il ridimensionamento della burocrazia, il rafforzamento del governo locale, l'assistenza ai contadini, l'apertura dell'Albania agli investimenti stranieri e il miglioramento delle squallide strutture di trasporto, della sanità pubblica e dell'istruzione del paese completavano l'agenda eccessivamente ambiziosa del governo di Noli. Noli incontrò resistenza al suo programma da parte di persone che lo avevano aiutato a cacciare Zog e non attrasse mai gli aiuti esteri necessari per realizzare i suoi piani di riforma. Noli criticò la Società delle Nazioni per non aver risolto la minaccia che l'Albania doveva affrontare ai suoi confini terrestri.
Sotto Fan Noli, il governo istituì un tribunale speciale che condannò a morte, in contumacia, Zog, Verlaci ed altri e ne confiscò le proprietà. In Jugoslavia Zog reclutò un esercito mercenario e Belgrado fornì armi al leader albanese, circa 1.000 regolari dell'esercito jugoslavo ed emigrati bianchi russi per organizzare un'invasione che i serbi speravano avrebbe portato loro aree contese lungo il confine. Dopo che il regime di Noli decise di stabilire relazioni diplomatiche con l'Unione Sovietica, un acerrimo nemico della famiglia regnante serba, Belgrado iniziò a fare assurde accuse secondo cui il regime albanese stava per abbracciare il bolscevismo. Il 13 dicembre 1924 l'esercito di Zog, appoggiato dalla Jugoslavia, attraversò il territorio albanese. Alla vigilia di Natale, Zog aveva rivendicato la capitale e Noli e il suo governo erano fuggiti in Italia. Ma il suo governo durò solo sei mesi e Ahmet Zog tornò con un altro colpo di stato e riprese il controllo, cambiando la situazione politica ed abolendo il principato.

## Condizioni sociali
Straordinariamente sottosviluppata, l'Albania emersa dopo la prima guerra mondiale ospitava poco meno di un milione di persone divise in tre grandi gruppi religiosi e due classi distinte: quelle che possedevano terre e rivendicavano privilegi semifeudali e quelle che non lo facevano. I proprietari terrieri avevano sempre ricoperto le principali cariche dirigenziali nelle regioni centrali e meridionali del paese, ma molti di loro erano intrisi dello stesso conservatorismo che portò alla decadenza dell'Impero ottomano. L'élite dei proprietari terrieri si aspettava che avrebbero continuato a godere della precedenza, ma i contadini del paese cominciavano a contestare il controllo dell'aristocrazia terriera.
Nel nord dell'Albania, il governo controllava direttamente solo Scutari e i suoi dintorni. I clan degli altipiani erano sospettosi di un governo costituzionale che affermava di legiferare nell'interesse del paese nel suo insieme e la Chiesa cattolica romana divenne il principale collegamento tra Tirana e gli uomini della tribù, nonostante l'affiliazione religiosa musulmana della maggior parte della popolazione. In molti casi, le comunicazioni amministrative erano indirizzate ai sacerdoti per farle circolare tra i loro parrocchiani.

## Religione
Durante questo periodo le religioni albanesi ottennero l'indipendenza. Il patriarca ecumenico di Costantinopoli riconobbe l'autocefalia della Chiesa ortodossa albanese dopo un incontro delle congregazioni ortodosse albanesi del paese a Berat nell'agosto 1922. I riformatori più energici in Albania venivano dalla popolazione ortodossa, che voleva vedere l'Albania allontanarsi rapidamente dal suo passato dominato dai turchi, durante il quale i cristiani costituivano la classe inferiore. La comunità conservatrice musulmano sunnita dell'Albania ruppe i suoi ultimi legami con Costantinopoli nel 1923, dichiarando formalmente che non c'era stato nessun califfo dai tempi di Maometto stesso e che gli albanesi musulmani si erano impegnati come primaria fedeltà al loro paese natale. I musulmani bandirono anche la poligamia e permisero alle donne di scegliere se indossare il velo.